# Miguel Leão
Miguel Leão là một đô thị thuộc bang Piauí, Brasil. Đô thị này có diện tích 74,517 km², dân số năm 2007 là 1192 người, mật độ 16 người/km².